# Alonsotegi
Alonsotegi (baskisch) oder Alonsótegui (spanisch) ist eine Gemeinde in der Provinz Biskaya in der spanischen Autonomen Region Baskenland. Auf einer Fläche der Gemeinde von 16 km² leben 3.020 Einwohner (Stand: 2024), deren Mehrheit spanischsprachig ist.
Alonsotegi befindet sich in acht Kilometer Entfernung von der Provinzhauptstadt Bilbao, mit der es über eine Schnellstraße verbunden ist. Ebenso liegt die Gemeinde an einer Bahnlinie der Gesellschaft FEVE, die von Bilbao nach León verläuft.
Die bergige Umgebung von Alonsotegi mit Gipfeln von bis zu 998 Meter Höhe (Ganekogorta, Pagasarri und Sasiburu) und der durch die Gemeinde fließende Fluss Cadagua stellen ein Naherholungsgebiet für den Großraum Bilbao dar.

## Bevölkerungsentwicklung der Gemeinde
Quelle: INE-Archiv – grafische Aufarbeitung für Wikipedia

## Politik
| Partei   | 2015      | 2015  | 2011      | 2011  |
| Partei   | Stimmen % | Sitze | Stimmen % | Sitze |
| Bildu    | *         | *     | 29,34 %   | 4     |
| EAJ-PNVO | *         | *     | 41,55 %   | 5     |
| AE       | *         | *     | 11,38 %   | 1     |
| PSOE     | *         | *     | 11,38 %   | 1     |
| PP       | *         | *     | 3,99 %    | 0     |
| EB-B     | *         | *     | 1,76 %    | 0     |

Quelle: Spanisches Innenministerium

## Söhne und Töchter der Gemeinde
- Maria J. Esteban (* 1956), Mathematikerin
- Andoni Goikoetxea Olaskoaga (* 1956), Fußballspieler
- Ínigo Urkullu (* 1961), Präsident der baskischen Partei PNV